# Powiat Czarnikau
Ten artykuł należy dopracować:

przedstawiono sytuację tylko z niemieckiej perspektywy – artykuł powinien być przekrojowy.
Pomóż go poprawić. 
Powiat Czarnikau (niem. Landkreis Czarnikau, Kreis Czarnikau; pol. powiat czarnkowski) – dawny powiat pruski, znajdujący się od 1818 do 1920 w granicach rejencji bydgoskiej w Prowincji Poznańskiej. Teren dawnego powiatu należy obecnie do Polski stanowiąc część województwa wielkopolskiego. Siedzibą władz powiatu było początkowo miasto Piła (Schneidemühl) w powiecie Chodziesen, a od 1821 miasto Czarnków (Czarnikau).

## Historia
Powiat powstał 1 stycznia 1818.
1 października 1887 z części powiatu utworzono powiat Filehne.
W wyniku traktatu wersalskiego od 10 lutego 1920 tereny powiatu leżące na południe od Noteci przyłączono do Polski. Połączono je z przypadłą Polsce południową częścią powiatu Filehne (wieleńskiego) oraz z okolicami Połajewa z dotychczasowego niemieckiego powiatu Obornik (obornickiego) w jeden wspólny powiat czarnkowski w województwie poznańskim. Natomiast tereny powiatu leżące na północ od Noteci zostały w Niemczech i stały się częścią nowo utworzonego powiatu Netzekreis w prowincji Marchia Graniczna Poznańsko-Zachodniopruska, w rejencji pilskiej.